# Кади, Евдокия

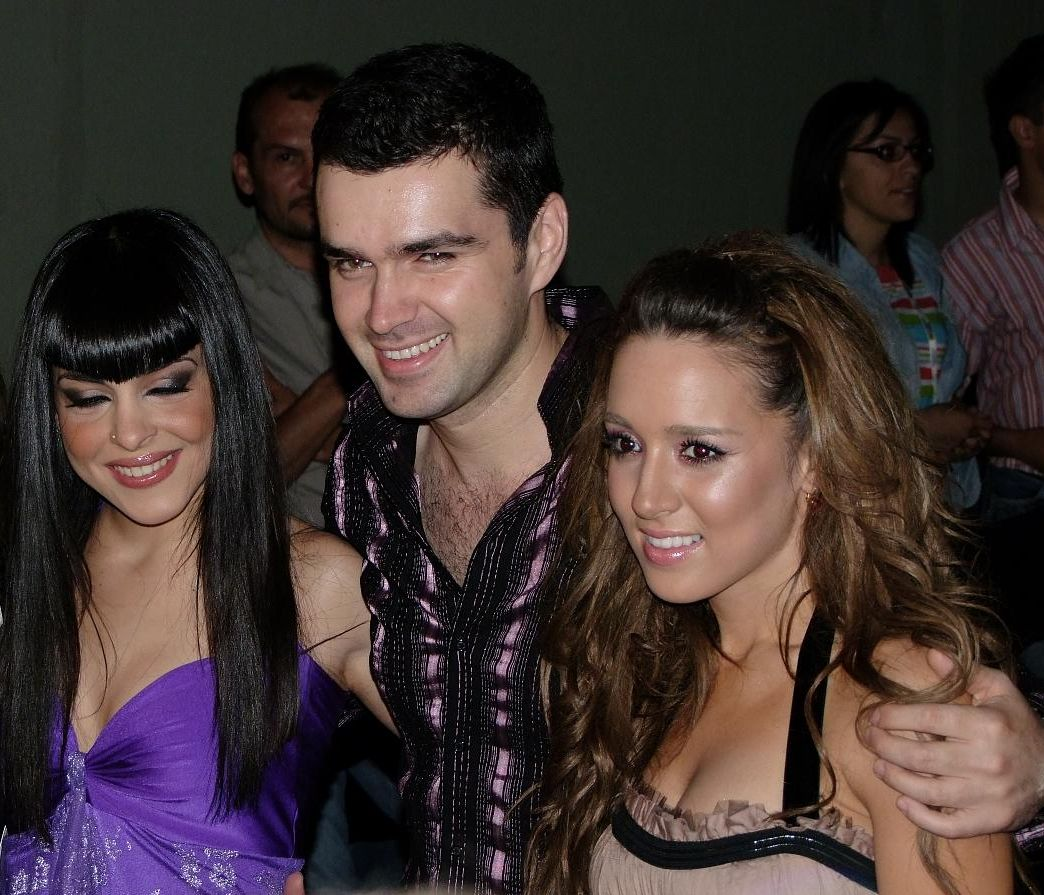
Евдокия Кади, Влад Мирицэ и Каломира на вечеринке Евровидения 16 мая 2008 года

Евдоки́я Кади́ (греч. Ευδοκία Καδή, род. 1981, Никосия, Республика Кипр) — киприотская певица, представлявшая свою страну на конкурсе песни Евровидение-2008 с песней «Femme Fatale». Она выступала во втором полуфинале конкурса, и не была квалифицирована до финала.
Она начала свою музыкальную карьеру в 2001, ещё будучи студенткой Кипрского университета. После его окончания выступала на одной сцене вместе со многими известными киприотскими и греческими исполнителями. В настоящее время является членом оркестра CyBC.
Дебютный альбом «Femme Fatale» выпущен в ноябре 2008 года.